# Jonathan Bailey
Jonathan Stuart Bailey (25 de abril de 1988) é um ator britânico. Apesar de papéis anteriores, é reconhecido por interpretar Anthony Bridgerton, um dos protagonistas na série Bridgerton. Em 2024 e 2025, ele interpreta Fiyero no filme de duas parte de adaptação do musical da Broadway Wicked, ao lado de Ariana Grande e Cynthia Erivo.

## Vida pessoal
Bailey nasceu no dia 25 de abril de 1988 em Wallingford, Oxfordshire, e tem três irmãs mais velhas. Ele decidiu que queria ser ator aos cinco anos, depois de ver uma encenação de Oliver! Em 2018, Bailey falou sobre ser gay em entrevistas para o The Times e para revista Attitude.

## Carreira
Em 2011, Bailey foi escalado para o papel de Leonardo da Vinci na série Leonardo da BBC e continuou a contracenar com Sarah Alexander na comédia da BBC Me and Mrs. Jones. Ele foi nomeado para o prêmio de Melhor Revelação no Evening Standard Theatre Awards 2012 por sua atuação em South Downs, de David Hare.
Bailey interpretou o papel de Tim Price no musical American Psycho ao lado de Matt Smith no Almeida Theatre de Londres em 2013. Em setembro de 2014, ele interpretou o personagem Psi no episódio "Time Heist" da oitava temporada de Doctor Who.
Bailey interpretou o repórter Olly Stevens na série Broadchurch da ITV. Ele também teve um papel recorrente como Jack Patterson na comédia W1A da BBC Two, aparecendo em todas as três temporadas do show. Ele também teve um dos papéis principais em Crashing e teve uma participação especial em Chewing Gum.
Em 2017, Bailey apareceu ao lado de Ian McKellen, Sinéad Cusack e Dervla Kirwan em King Lear no Chichester Festival Theatre. Em 2018, Bailey foi escalado para o segundo revival de Company no West End, interpretando Jamie (originalmente escrito como uma personagem feminina, Amy).  Por sua interpretação, Bailey ganhou o Prêmio Olivier de 2019 de Melhor Ator Coadjuvante em Musical.
Em 2019, ele foi escalado para um papel principal na série dramática de época da Netflix, produzida por Shonda Rhimes, Bridgerton, no papel de Anthony Bridgerton. Em 2022 foi anunciado sua participação e escalação na adaptação cinematográfica de Wicked, musical da Broadway interpretando o personagem Fiyero.

## Teatro
| Ano       | Título                         | Papel         | Local                                           |
| --------- | ------------------------------ | ------------- | ----------------------------------------------- |
| 1997–1998 | Les Misérables                 | Gavroche      | Palace Theatre, Londres                         |
| 2003      | King John                      | Prince Arthur | Royal Shakespeare Company                       |
| 2006      | Beautiful Thing                | Jamie         | Sound Theatre                                   |
| 2007      | Pretend You Have Big Buildings | Leon          | Manchester Royal Exchange                       |
| 2008      | The Mother Ship                | Elliot        | Birmingham Rep Theatre                          |
| 2008      | Girl with a Pearl Earring      | Pieter        | Cambridge Arts Theatre e Teatro Royal Haymarket |
| 2009      | House of Special Purpose       | Alexi         | Chichester Festival Theatre                     |
| 2011      | South Downs                    | Duffield      | Chichester Festival Theatre                     |
| 2012      | South Downs                    | Duffield      | Harold Pinter Theatre                           |
| 2013      | Othello                        | Cassio        | Royal National Theatre                          |
| 2013      | American Psycho                | Tim Price     | Almeida Theatre                                 |
| 2016      | The Last Five Years            | Jamie         | St. James Theatre, Londres                      |
| 2017      | King Lear                      | Edgar         | Chichester Festival Theatre                     |
| 2018      | The York Realist               | John          | Donmar                                          |
| 2018–2019 | Company                        | Jamie         | Gielgud Theatre                                 |
| 2022      | Cock                           | John          | Ambassadors Theatre                             |

## Filmografia

### Filmes
| Ano  | Título                    | Papel            | Notas |
| ---- | ------------------------- | ---------------- | ----- |
| 2004 | Five Children and It      | Cyril            |       |
| 2007 | Elizabeth: The Golden Age | Courtier         |       |
| 2007 | Permanent Vacation        | Max Bury         |       |
| 2007 | St Trinian's              | Caspar           |       |
| 2014 | Testament of Youth        | Geoffrey Thurlow |       |
| 2016 | The Young Messiah         | Herod            |       |
| 2018 | The Mercy                 | Ian Wheeler      |       |
| 2024 | Wicked                    | Fiyero Tigelaar  |       |
| 2025 | Jurassic World Rebirth    | Dr. Henry Loomis |       |
| 2025 | Wicked: For Good          | Fiyero Tigelaar  |       |

### Televisão
| Ano           | Título                          | Papel                     | Notas                                                           |
| ------------- | ------------------------------- | ------------------------- | --------------------------------------------------------------- |
| 1997          | Bramwell                        | William Kilshaw           | 1 episódio                                                      |
| 1997          | Bright Hair                     | Ben Devenish              | Filme televisivo                                                |
| 1998          | Alice through the Looking Glass | Lewis                     | Filme televisivo                                                |
| 2001          | Baddiel's Syndrome              | Josh                      | Papel principal                                                 |
| 2005          | The Golden Hour                 | Stephen Martin            | Minissérie; episódio 4                                          |
| 2005          | Walk Away and I Stumble         | Justin                    | Filme televisivo                                                |
| 2007          | Doctors                         | Johnno Mitchum            | Episódio: "See You in the Morning"                              |
| 2008          | The Bill                        | Chris Villiers            | Episódio: "The Hit"                                             |
| 2009          | Off the Hook                    | Danny Gordon              | Papel principal                                                 |
| 2010          | Lewis                           | Titus Mortmaigne          | Episódio: "The Dead of Winter"                                  |
| 2011          | Campus                          | Flatpack                  | Papel principal                                                 |
| 2011–2012     | Leonardo                        | Leonardo da Vinci         | Papel principal                                                 |
| 2012          | Pramface                        | Glynn Three               | Episódio: "Edinburgh... in Scotland"                            |
| 2012          | Me and Mrs Jones                | Alfie                     | Papel principal                                                 |
| 2012          | Groove High                     | Tom Mason                 | Papel principal                                                 |
| 2013, 2015    | Broadchurch                     | Olly Stevens              | 16 episódios                                                    |
| 2013          | Some Girls                      | Nick the Counsellor Three | 1 episódio                                                      |
| 2014–2017     | W1A                             | Jack Patterson            | Papel recorrente (temporada 1) Papel principal (temporadas 2–3) |
| 2014          | Doctor Who                      | Psi One                   | Episódio: "Time Heist"                                          |
| 2016          | Crashing                        | Sam                       | Papel principal                                                 |
| 2016          | Hooten & the Lady               | Edward                    | 6 episódios                                                     |
| 2017          | Chewing Gum                     | Ash                       | Episódio: "Replacements"                                        |
| 2018          | Jack Ryan                       | Lance Miller              | 3 episódios                                                     |
| 2020–presente | Bridgerton                      | Anthony Bridgerton        | Papel principal                                                 |
| 2023          | Fellow Travelers                | Tim Laughlin              | 8 episódios                                                     |
| 2024          | Heartstopper                    | Jack Maddox               | 1 episódio                                                      |

### Video games
| Ano  | Título                            | Papel                  |
| ---- | --------------------------------- | ---------------------- |
| 2014 | Forza Horizon 2                   | Dan Williams           |
| 2015 | Everybody's Gone to the Rapture   | Rhys Shipley           |
| 2019 | Anthem                            | Gunther                |
| 2019 | Final Fantasy XIV: Shadowbringers | Crystal Exarch         |
| 2021 | Final Fantasy XIV: Endwalker      | G'raha Tia, Growingway |
| TBA  | Squadron 42                       | Aaron Seetow           |

## Prêmios e Indicações
| Ano  | Prêmios                            | Categorias                                                          | Trabalho         | Resultado |
| ---- | ---------------------------------- | ------------------------------------------------------------------- | ---------------- | --------- |
| 2012 | Evening Standard Theatre Award     | Melhor Revelação                                                    | South Downs      | Indicado  |
| 2018 | BroadwayWorld UK Award             | Melhor Ator Coadjuvante em um Novo Musical                          | Company          | Indicado  |
| 2019 | Laurence Olivier Award             | Melhor Ator Coadjuvante em Musical                                  | Company          | Venceu    |
| 2019 | WhatsOnStage Award                 | Melhor Ator Coadjuvante em Musical                                  | Company          | Indicado  |
| 2021 | Gold Derby Awards                  | Ator Coadjuvante em Drama                                           | Bridgerton       | Indicado  |
| 2021 | International Online Cinema Awards | Melhor Ator Coadjuvante em Série de Drama                           | Bridgerton       | Indicado  |
| 2021 | Screen Actors Guild Awards         | Melhor Elenco em Série de Drama                                     | Bridgerton       | Indicado  |
| 2022 | National Television Awards         | Melhor Performance em Drama                                         | Bridgerton       | Indicado  |
| 2022 | Rainbow Honours                    | Momento Mediático do Ano                                            | Bridgerton       | Indicado  |
| 2022 | TV Choice Awards                   | Melhor Ator                                                         | Bridgerton       | Indicado  |
| 2023 | WhatsOnStage Awards                | Melhor Ator numa Peça                                               | Cock             | Indicado  |
| 2024 | Critics' Choice Television Awards  | Melhor Ator Coadjuvante em Minissérie                               | Fellow Travelers | Venceu    |
| 2024 | Satellite Awards                   | Melhor Ator Coadjuvante - Série, Minissérie ou Filme para Televisão | Fellow Travelers | Venceu    |
| 2024 | 76th Primetime Emmy Awards         | Melhor Ator Coadjuvante em Série Limitada ou Telefilme              | Fellow Travelers | Indicado  |